# Asnières (Eure)
Ne doit pas être confondu avec Anères.
Pour les articles homonymes, voir Asnières.
Asnières [anjɛːʁ] est une commune française située dans le département de l'Eure, en région Normandie.

## Géographie

### Localisation
Asnières est une commune située dans l'Ouest du département de l'Eure et limitrophe de celui du Calvados. Selon l'atlas de paysages de Haute-Normandie, elle appartient à la région naturelle du Lieuvin. Toutefois, l'Agreste, le service de la statistique et de la prospective du ministère de l'Agriculture, de l'Agroalimentaire et de la Forêt, la classe au sein du pays d'Auge (en tant que région agricole).
Le nord du territoire de la commune se caractérise par un paysage vallonné et très boisé. En effet, il est traversé par plusieurs vallées humides et sèches qui offrent des versants recouverts de forêt (bois des Criquets, bois de Launay, bois de Breval, bois de la Loge, etc.). Le fond des vallées de la Calonne et du ruisseau des Marnes présente de nombreuses prairies humides et bocagères d'une grande diversité écologique. Quant au sud du territoire, il s'étale sur le plateau et se caractérise par un paysage plus ouvert, davantage consacré aux cultures.
| Le Pin (Calvados)   | Saint-Pierre-de-Cormeilles | Morainville-Jouveaux |
| Moyaux (Calvados)   | Asnières                   | Bailleul-la-Vallée   |
| Fumichon (Calvados) | Piencourt                  | Piencourt            |

### Hydrographie
La commune est située dans le bassin Seine-Normandie. Elle est drainée par la Calonne, le ruisseau des Marnes et un autre petit cours d'eau.
La Calonne, d'une longueur de 45 km, prend sa source dans la commune du Planquay et se jette  dans la Touques à Pont-l'Évêque, après avoir traversé 19 communes.

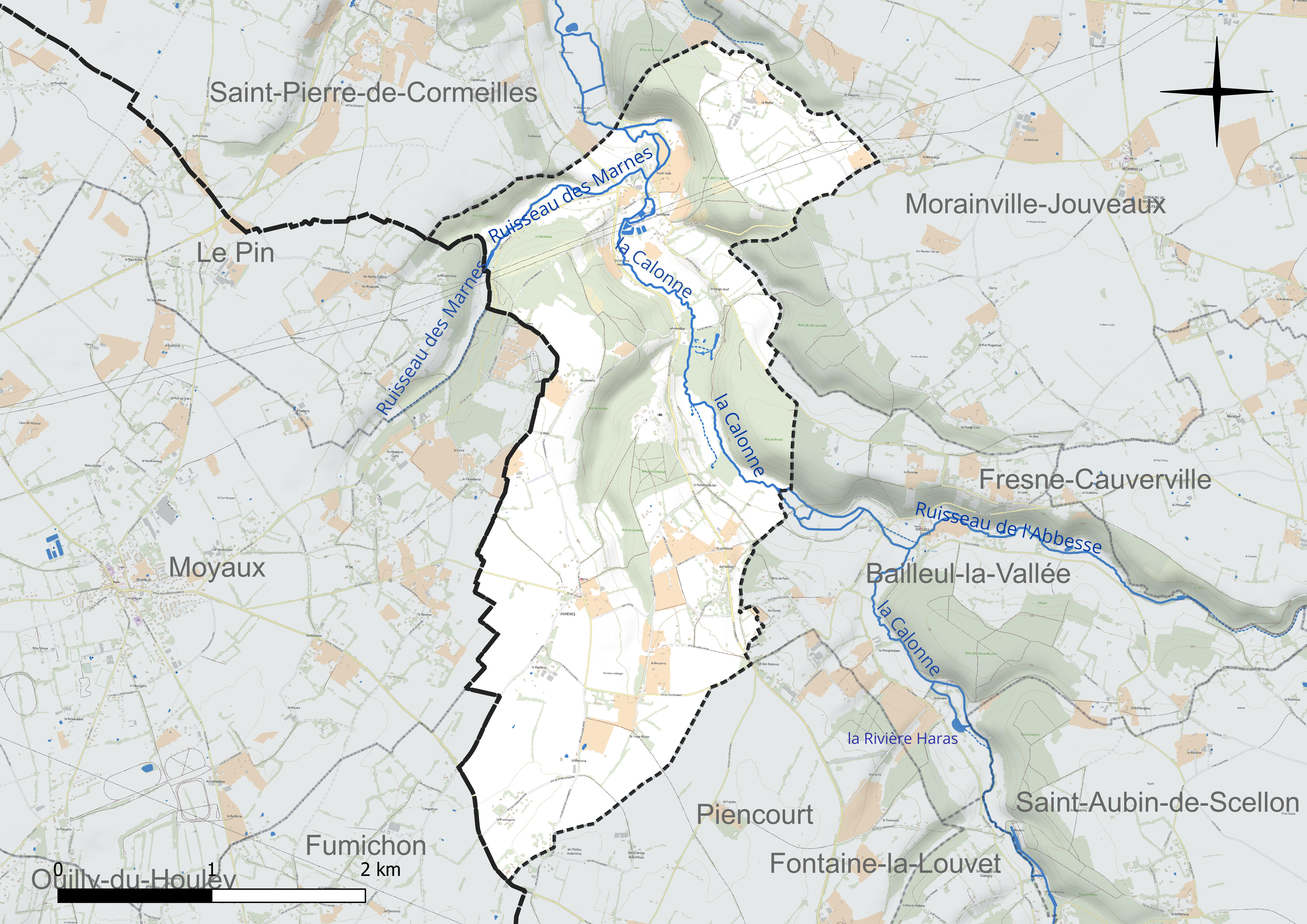
Réseau hydrographique d'Asnières.

### Climat
Pour des articles plus généraux, voir Climat de la Normandie et Climat de l'Eure.
En 2010, le climat de la commune est de type climat océanique dégradé des plaines du Centre et du Nord, selon une étude du CNRS s'appuyant sur une série de données couvrant la période 1971-2000. En 2020, Météo-France publie une typologie des climats de la France métropolitaine dans laquelle la commune est exposée à un climat océanique et est dans la région climatique Côtes de la Manche orientale, caractérisée par un faible ensoleillement (1 550 h/an) ; forte humidité de l’air (plus de 20 h/jour avec humidité relative > 80 % en hiver), vents forts fréquents. Parallèlement le GIEC normand, un groupe régional d’experts sur le climat, différencie quant à lui, dans une étude de 2020, trois grands types de climats pour la région Normandie, nuancés à une échelle plus fine par les facteurs géographiques locaux. La commune est, selon ce zonage, exposée à un « climat contrasté des collines », correspondant au pays d’Auge, Lieuvin et Roumois, moins directement soumis aux flux océaniques et connaissant toutefois des précipitations assez marquées en raison des reliefs collinaires qui favorisent leur formation.
Pour la période 1971-2000, la température annuelle moyenne est de 10,2 °C, avec une amplitude thermique annuelle de 13,5 °C. Le cumul annuel moyen de précipitations est de 867 mm, avec 13 jours de précipitations en janvier et 8,5 jours en juillet. Pour la période 1991-2020, la température moyenne annuelle observée sur la station météorologique la plus proche, située sur la commune de Lieurey à 8 km à vol d'oiseau, est de 11,3 °C et le cumul annuel moyen de précipitations est de 893,1 mm,. Pour l'avenir, les paramètres climatiques de la commune estimés pour 2050 selon différents scénarios d’émission de gaz à effet de serre sont consultables sur un site dédié publié par Météo-France en novembre 2022.

## Urbanisme

### Typologie
Au 1er janvier 2024, Asnières est catégorisée commune rurale à habitat dispersé, selon la nouvelle grille communale de densité à 7 niveaux définie par l'Insee en 2022.
Elle est située hors unité urbaine et hors attraction des villes,.

### Occupation des sols
L'occupation des sols de la commune, telle qu'elle ressort de la base de données européenne d’occupation biophysique des sols Corine Land Cover (CLC), est marquée par l'importance des territoires agricoles (74,5 % en 2018), une proportion identique à celle de 1990 (74,5 %).
La répartition détaillée en 2018 est la suivante : prairies (49,4 %), forêts (25,5 %), terres arables (22,8 %), zones agricoles hétérogènes (2,3 %).

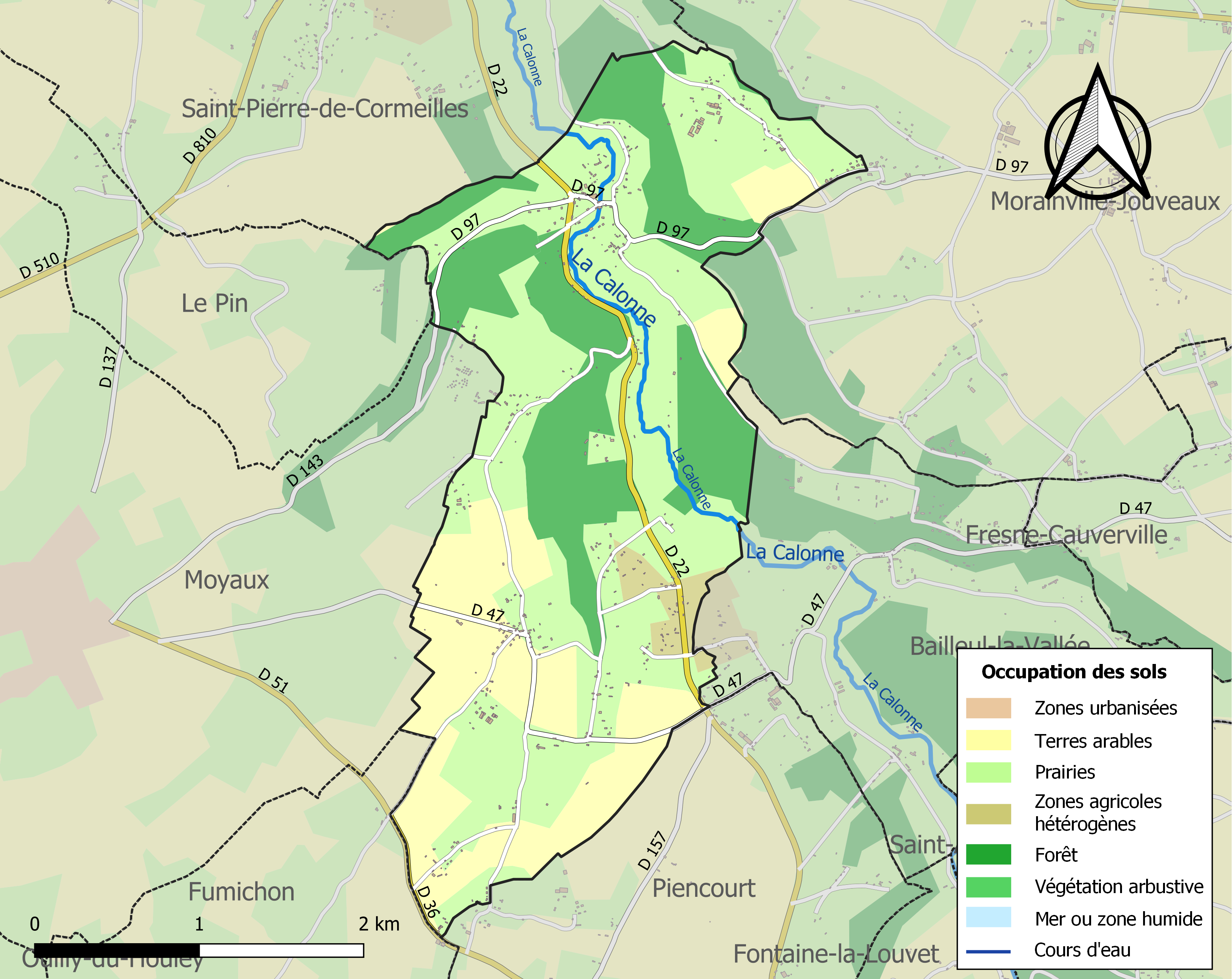
Carte des infrastructures et de l'occupation des sols de la commune en 2018 (CLC).

L'évolution de l’occupation des sols de la commune et de ses infrastructures peut être observée sur les différentes représentations cartographiques du territoire : la carte de Cassini (XVIIIe siècle), la carte d'état-major (1820-1866) et les cartes ou photos aériennes de l'IGN pour la période actuelle (1950 à aujourd'hui).

## Toponymie
Le nom de la localité est attesté sous la forme Asneriis (registre de Philippe Auguste) en 1184.
L'étymologie du nom de la commune vient de Asinaria, faisant ainsi référence à l'élevage des ânes domestiques (Equus asinus) pratiqué sur ce territoire.

## Histoire
À l'origine il existe deux paroisses, Saint-Jean-d'Asnières et Saint-Gervais-d'Asnières, les seigneurs et patrons de ces deux paroisses sont les de Carrey. Après la Révolution, ces paroisses deviennent communes. En 1843, une partie de la commune du Pin est rattachée à la commune de Saint-Jean-d'Asnières, puis en 1854 la fusion de Saint-Jean-d'Asnières et de Saint-Gervais-d'Asnières est actée, cette nouvelle commune prend alors le nom d'Asnières. Asnières retrouve après ces modifications ce qui semble avoir été son unité territoriale originelle.
Il existait un prieuré sous le vocable de Saint-Eustache, relevant de l'abbaye de Belle-Étoile. En 1604 le prieur était Pierre Larchier prêtre, qui vivait au manoir de la Prarie (Morainville) avec ses deux frères, Jacques, écuyer, sieur de la Prarie et Guillaume, écuyer, sieur de la Chênée, vivant en une mesme maison, feu, lieu et mesnage, beuvance et mangeance d'un mesme pain, vin et viande. (Archive privée)

## Politique et administration
| Période                                  | Période   | Identité                    | Étiquette | Qualité                                                         |
| ---------------------------------------- | --------- | --------------------------- | --------- | --------------------------------------------------------------- |
| 1866                                     |           | Eugène de Carrey d'Asnières |           |                                                                 |
| avant 1981                               | 1989      | Serge Fauche                | DVG       |                                                                 |
| mars 1989                                | mars 2014 | Myrtil Viquesnel            | UDI       | Retraité Conseiller général du canton de Cormeilles (2004-2011) |
| mars 2014                                | En cours  | Emmanuelle Viquesnel        |           |                                                                 |
| Les données manquantes sont à compléter. |           |                             |           |                                                                 |

## Démographie
Les chiffres du tableau joint correspondent à ceux de la commune de Saint-Gervais-d'Asnières pour la période de 1793 à 1851 puis à ceux de Saint-Gervais-d'Asnières plus ceux de Saint-Jean-d'Asnières à compter de 1854 date de la fusion des deux communes qui ont formé Asnières. La seule population de Saint-Jean était de 246 hab. en 1793, 241 hab. en 1800, 239 hab. en 1806, 247 hab. en 1821, 203 hab. en 1831, 185 hab. en 1836, 180 hab en 1841 et 244 hab. en 1846 après la réunion d'une partie du Pin à Saint-Jean.
L'évolution du nombre d'habitants est connue à travers les recensements de la population effectués dans la commune depuis 1793. Pour les communes de moins de 10 000 habitants, une enquête de recensement portant sur toute la population est réalisée tous les cinq ans, les populations de référence des années intermédiaires étant quant à elles estimées par interpolation ou extrapolation. Pour la commune, le premier recensement exhaustif entrant dans le cadre du nouveau dispositif a été réalisé en 2004.

En 2022, la commune comptait 338 habitants, en évolution de +9,39 % par rapport à 2016 (Eure : −0,25 %, France hors Mayotte : +2,11 %).
| 1793 | 1800 | 1806 | 1821 | 1831 | 1836 | 1841 | 1851 | 1856 |
| ---- | ---- | ---- | ---- | ---- | ---- | ---- | ---- | ---- |
| 391  | 316  | 433  | 404  | 403  | 434  | 403  | 376  | 557  |

| 1861 | 1866 | 1872 | 1876 | 1881 | 1886 | 1891 | 1896 | 1901 |
| ---- | ---- | ---- | ---- | ---- | ---- | ---- | ---- | ---- |
| 564  | 510  | 498  | 472  | 426  | 435  | 394  | 360  | 331  |

| 1906 | 1911 | 1921 | 1926 | 1931 | 1936 | 1946 | 1954 | 1962 |
| ---- | ---- | ---- | ---- | ---- | ---- | ---- | ---- | ---- |
| 344  | 344  | 313  | 351  | 308  | 302  | 331  | 273  | 241  |

| 1968 | 1975 | 1982 | 1990 | 1999 | 2004 | 2006 | 2009 | 2014 |
| ---- | ---- | ---- | ---- | ---- | ---- | ---- | ---- | ---- |
| 308  | 218  | 217  | 201  | 216  | 217  | 228  | 286  | 311  |

| 2019 | 2022 | - | - | - | - | - | - | - |
| ---- | ---- | - | - | - | - | - | - | - |
| 340  | 338  | - | - | - | - | - | - | - |

## Économie
- Pisciculture sur la Calonne au hameau Saint-Jean.

## Culture locale et patrimoine

### Lieux et monuments
Asnières compte plusieurs monuments inscrits à l'Inventaire général du patrimoine culturel.
- L'église Saint-Gervais des XIIe, XVIIe, XVIIIe et XIXe siècles[25]. Située dans le bourg, cette église d'origine romane (XIIe siècle) fut sous le patronage de la famille d'Asnières jusqu'au XVe siècle puis de l'abbaye bénédictine de Saint-Évroult. Diverses familles seigneuriales ont succédé dont la famille Carrey au XVIIe siècle qui l'a reconstruite. L'architecture alterne briques rouges et encadrements saillants de pierre blanche. La nef subsiste depuis son origine. Les contre-tables datent du XIIIe siècle. Le chœur fut reconstruit au XVIIe siècle, le porche actuel — à l'origine en pan de bois — et la croix monumentale du cimetière sont du XIXe siècle.
- Le presbytère du XVIIIe siècle)[26].
- Le château d'Asnières des XIe, XVIIe et XVIIIe siècles au lieu-dit de Saint-Jean[27]. Ce château, propriété privée, est situé près de la Calonne.
- Le château de Saint-Gervais des XVIe, XVIIe, XVIIIe et XIXe siècles[28]. Ce château (propriété privée[29]) est situé sur les hauteurs de la commune près de la route de Thiberville.
- Un manoir des XVIe et XIXe siècles au lieu-dit la Motte[30].
- Une ferme des XVIIIe et XIXe siècles au lieu-dit les Vaux-Bellanger[31].
- Plusieurs maisons d'architecture normande datant des XVIIe, XVIIIe et XIXe siècles[32],[33],[34].

Autres lieux
- Le moulin à blé d'Asnières, sans activité depuis 1955, propriété privée.
- Le manoir de la Fontaine Belle-Eau, ancienne hostellerie dite la Maison Belleau - en 1735, le propriétaire était Michel Mouton.
- Sur une dérivation de la Calonne subsistent les traces de deux moulins détruits en 1913 : le Moulin Ferréol qui fut moulin à huile, moulin à papier puis « écancherie » et le moulin du Génie qui fut moulin à huile, moulin à papier et « écancherie ».
- Au lieu-dit Annerolles subsistent les traces du moulin d'Annerolles qui fut moulin à huile et écancherie.
- Sur le sentier pédestre des collines, le marcheur trouvera une pierre druidique appelée « Pierre de la Motte ». La tradition rapporte que les druides s'asseyaient sur cette pierre en bordure de voie romaine pour parlementer. Il est dit aussi que le 24 décembre à minuit, il s'en échappe feux et serpents.
- La mairie, qui date de la fin du XIXe siècle.

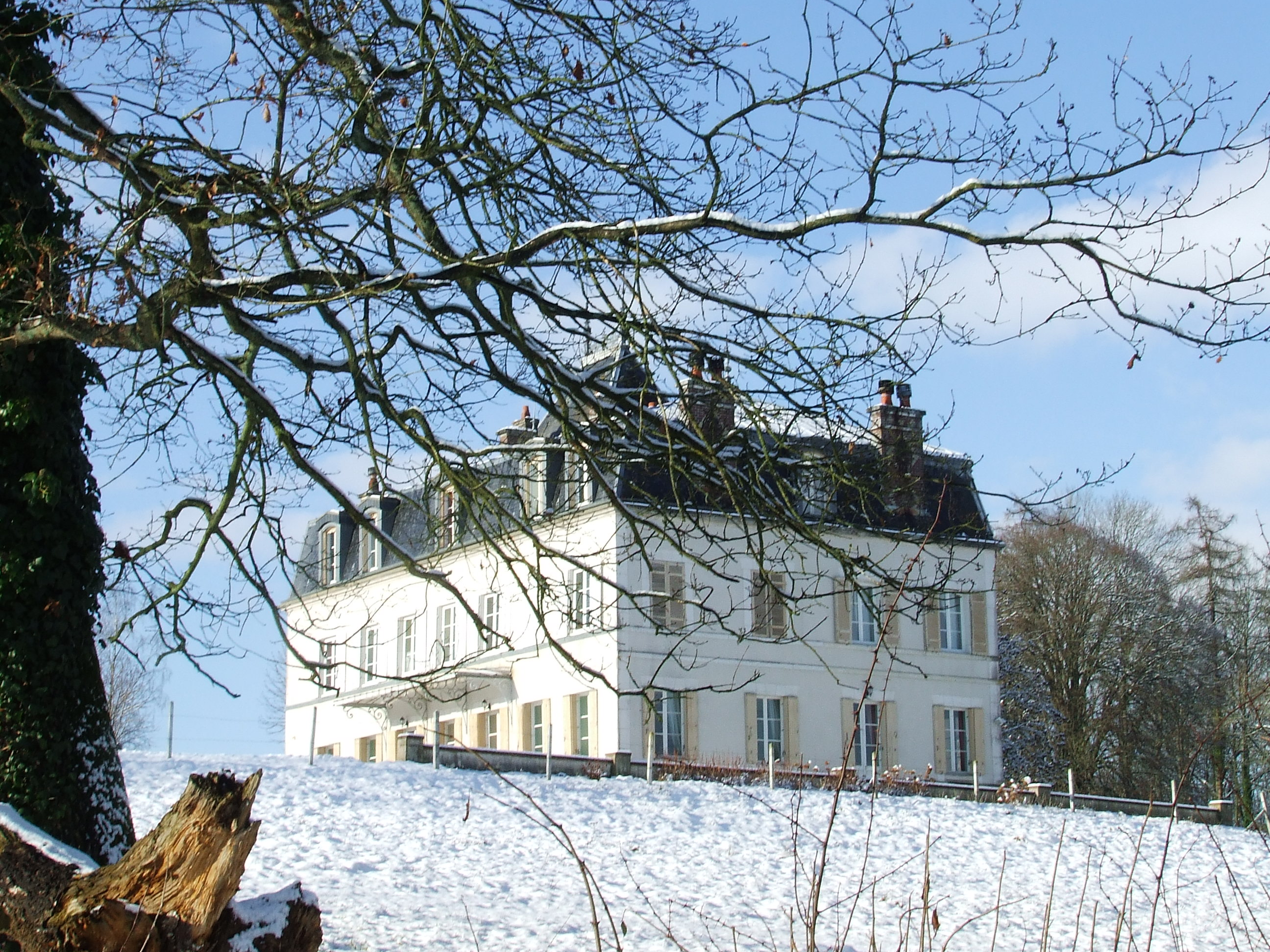
Le château de Saint-Gervais.
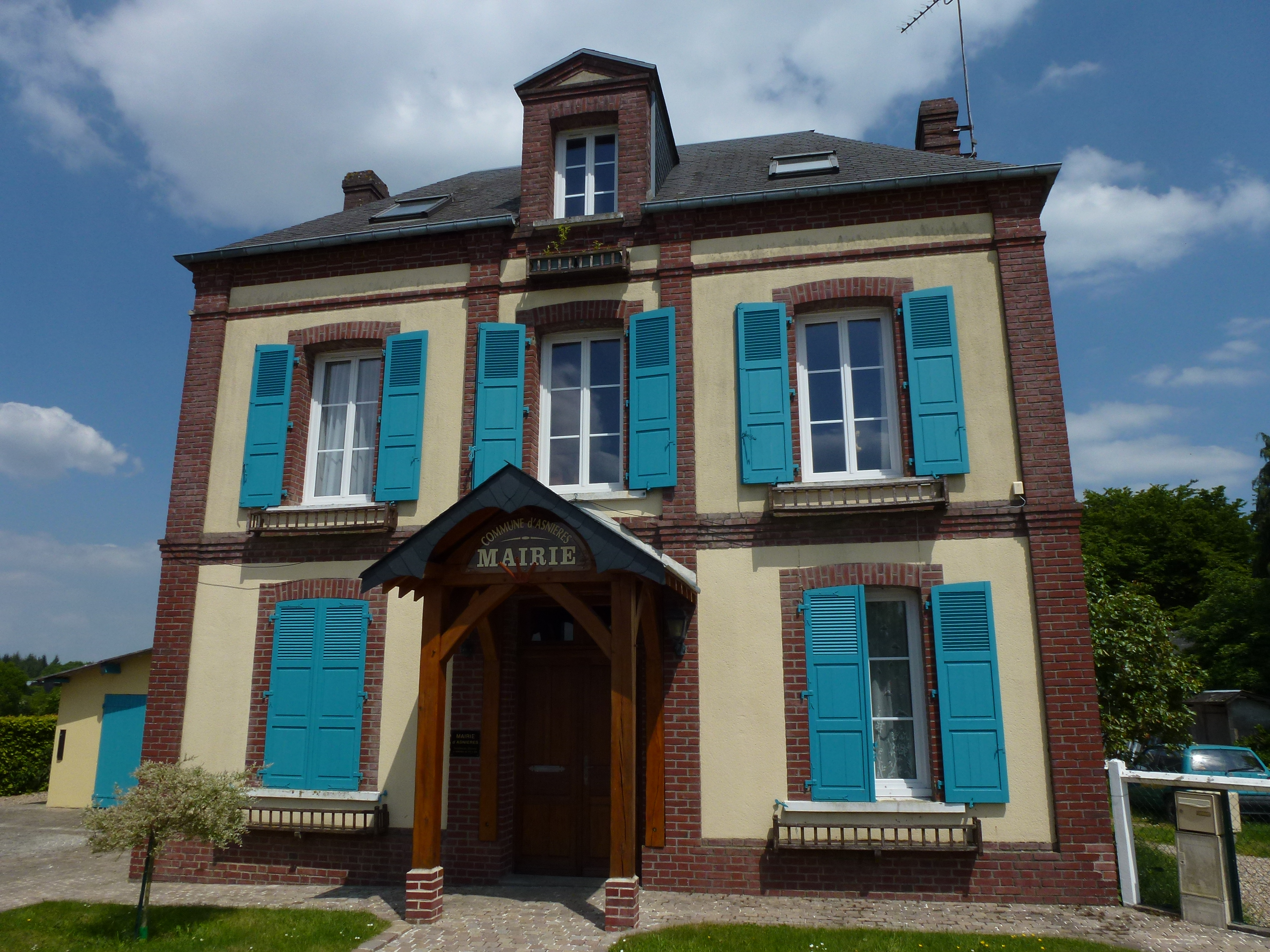
La mairie.
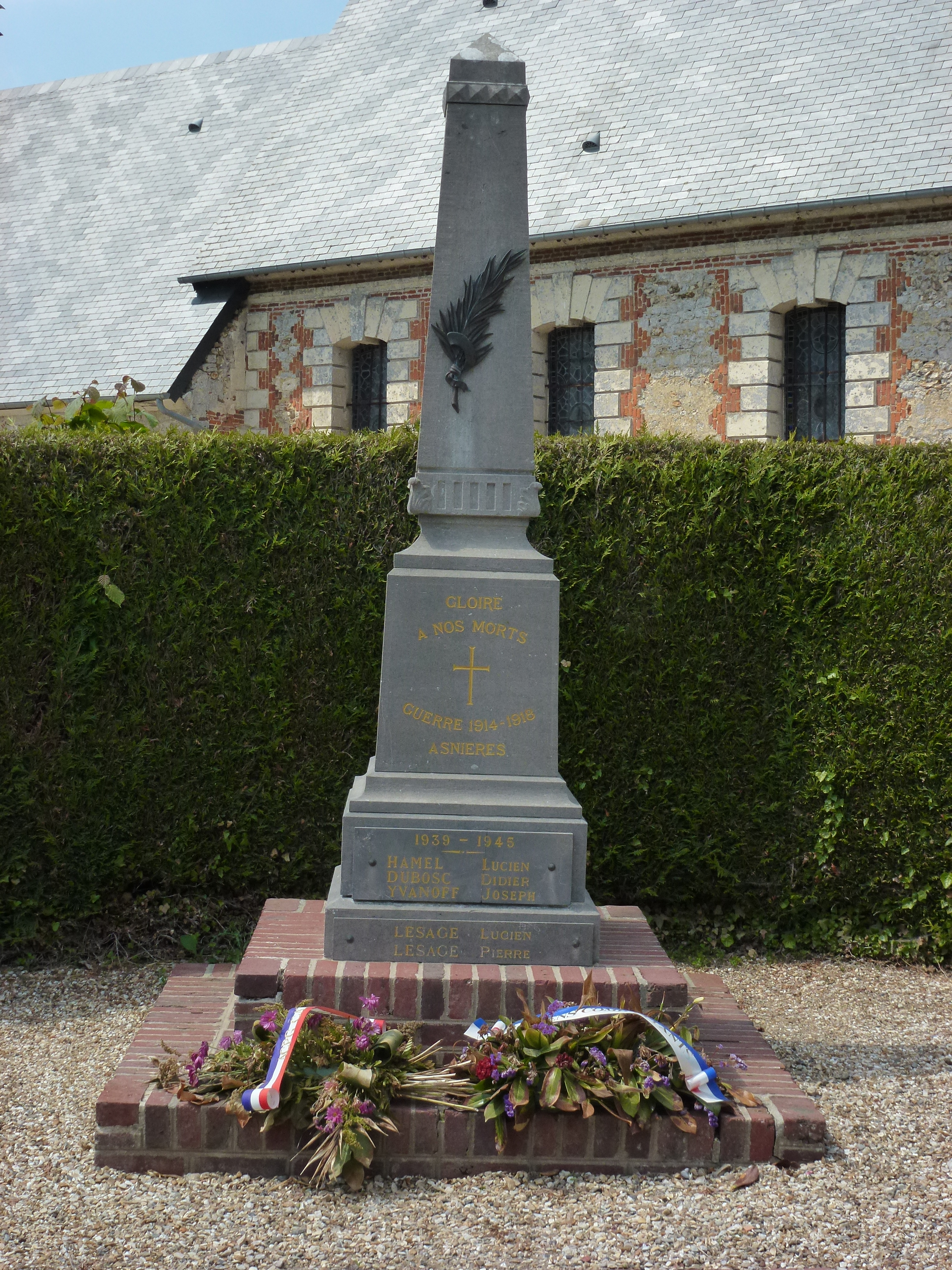
Le monument aux morts.
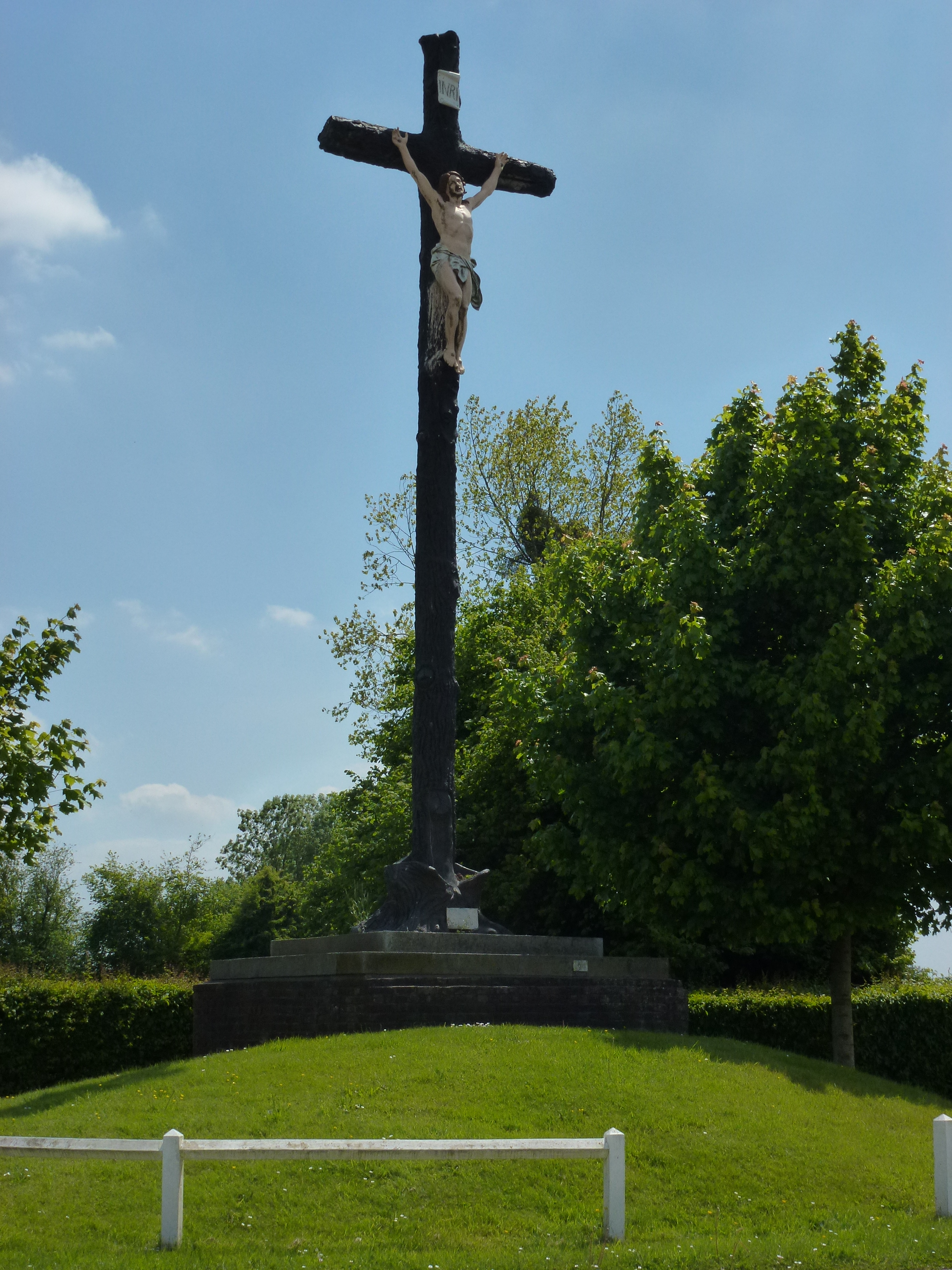
Une croix de chemin.
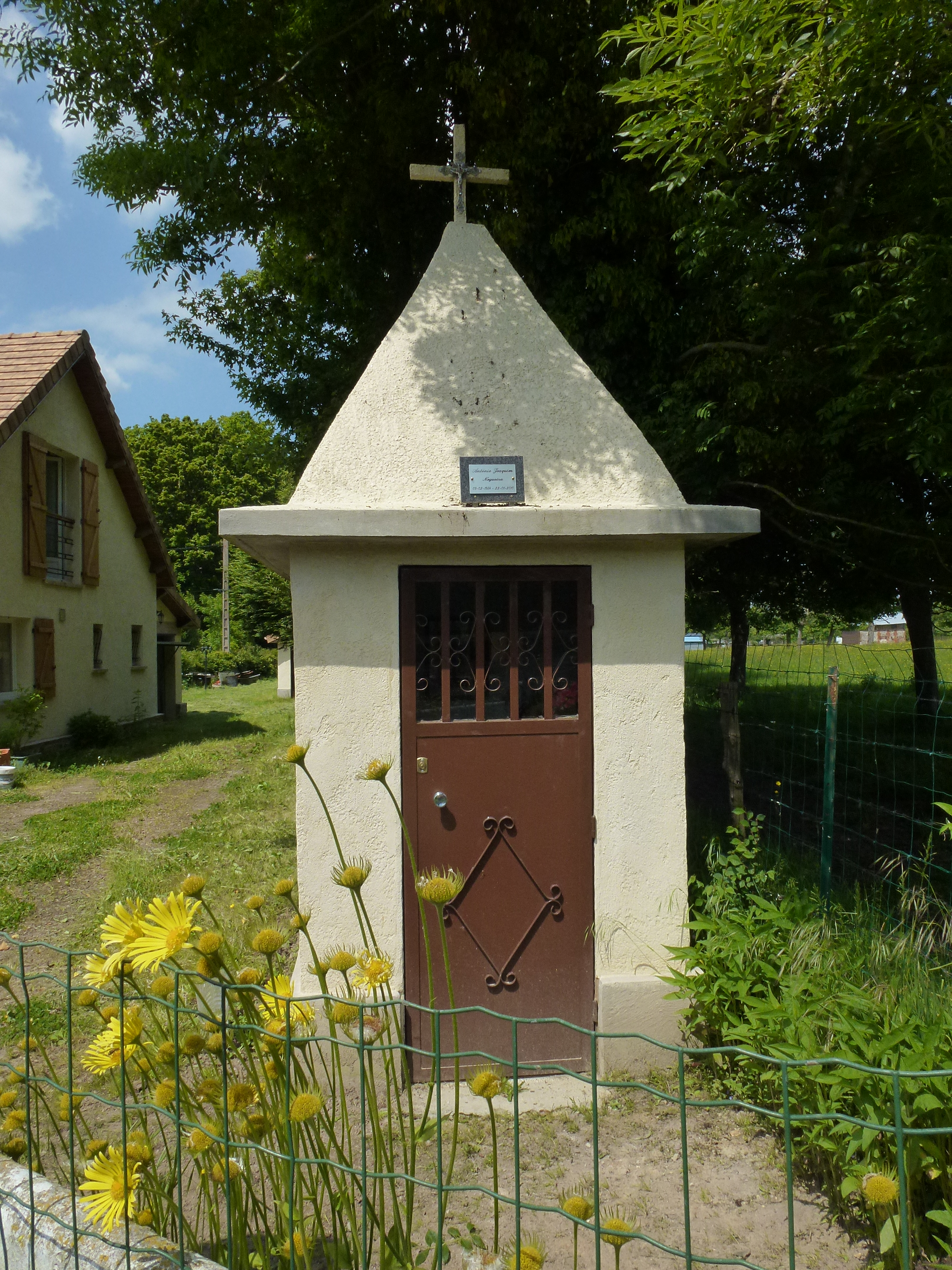
Une chapelle privée.

### Patrimoine naturel

#### Natura 2000
- Le haut bassin de la Calonne[35].

#### ZNIEFF de type 1
- La côte du bois de Bréval[36]. La pelouse nitrofuge à Gaudinie fragile (Gaudinia fragilis) constitue un habitat remarquable, notamment parce qu'elle est très localisée dans le Lieuvin. Elle abrite quelques espèces rares comme l'Astragale à feuilles de réglisse (Astragalus glycyphyllos) et la Sauge des prés (Salvia pratensis). Enfin, le bois présente de nombreuses espèces végétales caractéristiques de la chênaie-charmaie.
- Saint-Jean, le château d'Asnières[37].
- La fontaine Bullet[38].

#### ZNIEFF de type 2
- La haute vallée de la Calonne[39].

## Personnalités liées à la commune
- Guillaume d'Asnières, évêque de Lisieux, y est né.
- François Salerne (1706-1760), né dans la paroisse de Saint-Gervais d'Asnières, médecin et naturaliste (ornithologue).
- Caroline de Combray (1773-1809), meneuse de brigands qui se sont illustrés en 1805, à la côte de Gueptant, en s'attaquant aux diligences sous l'Empire.
- Michel Hébert, magistrat rouennais puis parisien, homme politique de l'Eure et ministre, y est mort en 1887.
- Gaétan Lesage[40] (1896-1949) producteur des Fromages de la Fontaine Belle-Eau à Saint-Jean d'Asnières, commandant F.F.I. (pseudos Émile, Max), chef d'arrondissement. Ses deux fils Pierre et Lucien furent déportés et disparurent au camp de Neuengamme (Allemagne) le 24 novembre 1944.
Apposée le 21 juin 2015 sur le manoir de la Fontaine Belle-Eau, une plaque mémorielle rend hommage à la famille Lesage (municipalité d'Asnières & amicale des anciens du maquis Surcouf).